# Sobota wieczór
Sobota wieczór (styl. SOBOTA WIECZÓR) – singel Young Leosi oraz Jacusia, który został wydany 20 czerwca 2024 za pomocą wytwórni BE Records za pośrednictwem Universtal Music Polska.
Nagranie otrzymało w Polsce status podwójnie platynowej płyty 23 grudnia 2024.

## Nagrywanie
Utwór został wyprodukowany przez Jacusia. Za mix/mastering utworu odpowiada Enzu. Za realizację utworu odpowiada Propz. Tekst do utworu został napisany przez Young Leosię i Jacusia.

## Twórcy
Opracowane na podstawie źródeł.
- Young Leosia – tekst, wokal
- Jacuś – tekst, wokal, kompozycja, produkcja
- Enzu – mix, mastering
- Propz – realizacja

## Teledysk
Do utworu powstał teledysk, który udostępniono 21 czerwca 2024 za pośrednictwem serwisu YouTube.

## Lista utworów
- Digital download[1][2]

1. „SOBOTA WIECZÓR” – 2:12

## Certyfikaty i sprzedaż
| Kraj          | Certyfikat         | Sprzedaż | Data przyznania |
| ------------- | ------------------ | -------- | --------------- |
| Polska (ZPAV) | 2× platynowa płyta | 100 000+ | 23 grudnia 2024 |